# پدیدارشناسی روح
پدیدارشناسی روح یا پدیدارشناسی جان یا پدیدارشناسی ذهن یکی از مهم‌ترین آثار فلسفی هگل است.
ارزش این کتاب در آن است که اولاً می‌توان آن را اولین کتاب هگلی هگل نامید که در آن وی به تمامی از چهارچوب اندیشه‌های پیشینیانش، به ویژه کانت و شلینگ، رهایی یافته و خود را به عنوان فیلسوفی صاحب سبک نشان می‌دهد. ثانیاً پدیدارشناسی روح واجد چنان نظام فلسفی عمیقی است که حتی اگر هگل، غیر از آن، هیچ کتاب دیگری نمی‌نوشت، این کتاب به تنهایی این قابلیت را داشت که هگل را به فیلسوفی بزرگ بدل سازد.
کتاب در آگهی پدیدارشناسیِ روح، در روزنامهٔ بامبرگ، در ۲۸ ژوئن ۱۸۰۷، که احتمالاً به قلم خود هگل نوشته شده است، اینگونه معرفی شده است:
«پدیدارشناسیِ روح دانشِ پدیدارشونده را عرضه می‌کند و می‌بایست جایگزینِ تبیین‌های روان‌شناسانه یا همچنین مباحث انتزاعی‌تر دربارهٔ بنیان‌گذاریِ دانش شود. این اثر تمهید برای علم را از نظرگاهی موردِ ملاحظه قرار می‌دهد که به‌وسیلهٔ آنْ این تمهیدْ نوعی فلسفهٔ تازه، جالبِ توجه و نخستین علمِ فلسفه است. این اثر قالب‌های مختلفِ روح را در مقام منزلگاه‌های یک راه دربرمی‌گیرد، راهی که از طریقِ آنْ این روح به دانشِ محض یا روحِ مطلق بدل می‌شود. از این رو، در بخش‌بندی‌های اصلیِ این علم، بخش‌هایی که دوباره به چندین بخش تقسیم می‌شوند، آگاهی، خودآگاهی، عقلِ مشاهده‌گر و کنش‌گر، خودِ روح، به‌منزلهٔ روحِ اخلاقی عرفی، فرهیخته و اخلاقی، و نهایتاً به‌منزلهٔ روحِ دینی در صورِ مختلف‌اش، موردِ ملاحظه قرار می‌گیرند. غنای نمودهای روح، غنایی که در نظرِ اول آشوبناک به نظر می‌رسد، در این اثر به قالبِ نظمی علمی درمی‌آید که این نمودها را بر حسبِ ضرورت‌شان نمایش می‌دهد. امورِ ناکامل خود را در این نظمِ علمی منحل می‌کنند و به امورِ والاتری برمی‌گذرند که حقیقتِ قریب‌شان‌اند. آن‌ها حقیقتِ فرجامین‌شان را ابتدا در دین و سپس در علم، به‌مثابهٔ نتیجهٔ کلِ این فرایند، می‌یابند».

## بستر تاریخی
هگل آخرین بخش‌های این کتاب را در اکتبر ۱۸۰۶ نوشت، یعنی هنگامی که ناپلئون بناپارت در نبرد ینا–اورشتدت مشغول جنگ با نیروهای پروس بود. یک روز پیش از آغاز نبرد، ناپلئون وارد شهر ینا شد. ساعاتی بعد، هگل در نامه‌ای به دوستش فردریش امانوئل نیتامر نوشت:
امپراتور - این روح جهان - را در حال بیرون‌تاختن از شهر برای اکتشاف دیدم. به‌راستی احساس شگفت‌انگیزی است دیدن چنین فردی، که خلاصه‌شده در اینجا در یک لحظه، سوار بر یک اسب، به آن‌سوی جهان دست می‌یازد و بر آن چیره می‌شود… این مرد فوق‌العاده، که ستایش‌نکردنش غیرممکن است.
در سال ۲۰۰۰، تری پینکارد اشاره کرد که این جملات هگل به نیتامر «بسیار قابل‌توجه است چراکه هگل در آن مقطع، بخش اساسی پدیدارشناسی را نوشته بود که در آن اشاره می‌کند انقلاب اکنون رسماً به دست سرزمینی دیگر (آلمان) رسیده است که آنچه را انقلاب تنها تا حدی در مقام عمل به دست آورده بود، «در مقام نظر» تکمیل خواهد کرد».

## ترجمه به زبان فارسی
از کتاب پدیدارشناسی روح تاکنون چهار ترجمه به زبان فارسی در ایران به چاپ رسیده است:
- ه‍گ‍ل، گ‍ئ‍ورگ وی‍ل‍ه‍ل‍م ف‍ری‍دری‍ش، ف‍ن‍وم‍ن‍ول‍وژی روح (پ‍دی‍دارش‍ن‍اس‍ی ذه‍ن)، ت‍رج‍م‍هٔ زی‍ب‍ا ج‍ب‍ل‍ی، ت‍ه‍ران‌‬‏‫: ش‍ف‍ی‍ع‍ی‌‬‏‫، ۱۳۸۲.
- ه‍گ‍ل، گ‍ئ‍ورگ وی‍ل‍ه‍ل‍م ف‍ری‍دری‍ش، پدیدارشناسی جان، ترجمه باقر پرهام، تهران: کندوکاو‏‫، ۱۳۹۳.
- ه‍گ‍ل، گ‍ئ‍ورگ وی‍ل‍ه‍ل‍م ف‍ری‍دری‍ش، دانش پدیدارشناسی روح، ترجمه ابراهیم ملک‌اسماعیلی، تهران: انتشارات نگاه‏‫، ۱۳۹۵.
- ه‍گ‍ل، گ‍ئ‍ورگ وی‍ل‍ه‍ل‍م ف‍ری‍دری‍ش، پ‍دی‍دارش‍ن‍اس‍ی روح، ترجمهٔ سیدمسعود حسینی و محمدمهدی اردبیلی، ت‍ه‍ران‌‬‏‫: نشر نی، ۱۳۹۹.

همچنین چندین ترجمه نیز از خلاصه یا بخش‌های مختلفی مانند پیشگفتار یا فصل‌های مختلف ان به زبان فارسی انجام شده است.
- ه‍گ‍ل، گ‍ئ‍ورگ وی‍ل‍ه‍ل‍م ف‍ری‍دری‍ش، خ‍دای‍گ‍ان و ب‍ن‍ده، ب‍ا ت‍ف‍س‍ی‍ر ال‍ک‍س‍ان‍در ک‍وژو، ت‍رج‍م‍ه و پ‍ی‍ش‍گ‍ف‍ت‍ار ح‍م‍ی‍د ع‍ن‍ای‍ت، ت‍ه‍ران: خ‍وارزم‍ی‏‫‏، ۱۳۵۲؛ س‍وئ‍د: ک‍ان‍ون ک‍ت‍اب ای‍ران‏‫، ۱۹۸۵ م‌‬= ۱۳۶۴.
- ه‍گ‍ل، گ‍ئ‍ورگ وی‍ل‍ه‍ل‍م ف‍ری‍دری‍ش، م‍ق‍دم‍ه‌ای ب‍ر پ‍دی‍دارش‍ن‍اس‍ی روح‌، ت‍رج‍م‍هٔ م‍ح‍م‍ود ع‍ب‍ادی‍ان، اروم‍ی‍ه: انتشارات ان‍زل‍ی‏‫، ۱۳۶۷.
- ه‍گ‍ل، گ‍ئ‍ورگ وی‍ل‍ه‍ل‍م ف‍ری‍دری‍ش، پیش‌گفتار پدیدارشناسی جان، ترجمهٔ باقر پرهام، تهران: آگاه‏‫، ۱۳۸۷.
- ه‍گ‍ل، گ‍ئ‍ورگ وی‍ل‍ه‍ل‍م ف‍ری‍دری‍ش، مقدمه‌های هگل بر پدیدارشناسی روح و زیباشناسی، ترجمهٔ محمود عبادیان، تهران: نشر علم‏‫، ۱۳۸۷.
- وال، ژان آن‍دره، ناخشنودی آگاهی در فلسفهٔ هگل، به همراه فصل ارباب و بنده، ترجمهٔ باقر پرهام، تهران: آگاه‏‫، ۱۳۸۷.
- ه‍گ‍ل، گ‍ئ‍ورگ وی‍ل‍ه‍ل‍م ف‍ری‍دری‍ش، پدیدارشناسی روح هگل، مقدمه‌نویس چ مان فیندلی، آلکساندر کوژو، ترجمهٔ بهمن اصلاح‌پذیر، تهران: روزآمد‏‫، ۱۳۹۳.
- ه‍گ‍ل، گ‍ئ‍ورگ وی‍ل‍ه‍ل‍م ف‍ری‍دری‍ش، پشگفتار پدیدارشناسی روح، ترجمهٔ بهرام عباسی، تهران: لوح فکر‏‫، ۱۳۹۵.

## آثار ثانوی به زبان فارسی
آثاری نیز دربارهٔ این کتاب به فارسی نوشته شده یا ترجمه شده است.

### تألیفی
- م‍ج‍ت‍ه‍دی، ک‍ری‍م، پ‍دی‍دارش‍ن‍اس‍ی روح ب‍رح‍س‍ب ن‍ظر ه‍گ‍ل: ب‍ر اس‍اس ک‍ت‍اب «ت‍ک‍وی‍ن و س‍اخ‍ت‍ار پ‍دی‍دارش‍ن‍اس‍ی روح ه‍گ‍ل» اث‍ر ژان ه‍ی‍پ‍ول‍ی‍ت‌، اق‍ت‍ب‍اس و ت‍ال‍ی‍ف از ک‍ری‍م م‍ج‍ت‍ه‍دی، ت‍ه‍ران: ش‍رک‍ت ان‍ت‍ش‍ارات ع‍ل‍م‍ی و ف‍ره‍ن‍گ‍ی‏‫، ۱۳۷۱.
- ج‍ه‍ان‍ب‍گ‍ل‍و، رام‍ی‍ن، ت‍أم‍لات ه‍گ‍ل‍ی: درس‌ه‍ای‍ی درب‍اره پ‍دی‍دارش‍ن‍اس‍ی ذه‍ن ه‍گ‍ل‌، ت‍ه‍ران‌‬‏‫: نشر ن‍ی‌‬‏‫، ۱۳۸۲.
- اردبیلی، محمدمهدی، آگاهی و خودآگاهی در پدیدارشناسی روح هگل، تهران: روزبهان‏‫، ۱۳۹۰.
- شاهین‌فر، فاطمه، خودآگاهی در اندیشه هگل، اصفهان: نشر دارخوین‏‫‬، ۱۳۹۳.
- محمدمهدی اردبیلی، هگل‫: از متافیزیک به پدیدارشناسی (شرح متافیزیک ینا و بررسی نسبت آن با پدیدارشناسی روح هگل)‬، تهران: نشر علمی‏‫‬، ۱۳۹۴.
- ف‍ق‍ه‍ی، م‍ح‍م‍دم‍ه‍دی، درآمدی بر بسط روح مطلق در پدیدارشناسی هگل‏‫، تهران: مؤسسه فرهنگی دین پژوهی بشرا‏‫، ۱۳۹۵.

### ترجمه
- اس‍ت‍رن، راب‍رت، هگل و پدیدارشناسی روح، ترجمه محمدمهدی اردبیلی و سیدمحمدجواد سیدی، تهران: ققنوس‏‫، ۱۳۹۳.
- ای‍ن‍وود، م‍ای‍ک‍ل، گئورگ ویلهلم فردریش هگل: پدیدارشناسی روح، ترجمهٔ محمدهادی حاجی‌بیگلو، تهران: زندگی روزانه‏‫، ۱۳۹۷.

همچنین در سال ۱۳۸۹ جواد طباطبایی درس‌گفتاری ۱۶ جلسه‌ای پیرامون پدیدارشناسی روح برگزار کرد.